# Geyer von Geyersegg
Die Geyer von Geyersegg (auch Geyeregg) waren ein steirisches Kleinadeligengeschlecht, welches 1623 von Kaiser Ferdinand II. in den rittermäßigen Reichsadel erhoben wurde.

## Geschichte
Der katholische Pankratz Geyer erwarb nach der Gegenreformation 1605 ein Innerberger Radwerk, das vorher im evangelischen Besitz war, und wurde Radmeister. 1621/22 wird er kaiserlicher Waldmeister und Bergrichter zu Eisenerz des Vordern- und Innerbergs und auch des Kupferbergwerkes in Radmer und Kirchenprobst.
Er erhält im September 1623 für durch 24 Jahre geleistete Dienste den rittermäßigen Adel, die Befugnis, sich „von Geyersegg“ zu schreiben, die rote Wachsfreiheit, sowie Besserung des seinen Vorfahren von Kaiser Maximilian erteilten Wappens.
1622 erbaute er das Schlösschen Geyeregg (Geyereck) bei Eisenerz. Sein Sohn Georg trat 1625 mit seinem auf 10.200 Gulden geschätzten Radwerk der Hauptgewerkschaft bei. Die Geyer waren in Folge als Beamte im Bergwesen aber auch in anderen Bereichen tätig.
Konstantin Geyer war Kapitular zu Admont 1660–1703, Christoph Jakob Geyer wird 1678 als Unterhammerverwalter zu Weyer genannt. Marie Konstanzia Egger, geb. Geyer, lebt 1672 zu Leoben. 1675 stirbt in Wien, St. Stefan, Johann Friedrich Geyer von Geyersegg, vermählt mit Salome Bischoff. Am 6. Mai 1677 gab Pudentiana Reichenauer, geborene Geyer von Geyersegg, testamentarisch ihr Gut Oberdorf bei Mariahof samt Zugehör den Klarissen in Judenburg.
Philipp Geyer war landsteirischer Hammermeister bis um 1750, Christoph Josef siegelt als Stadtschreiber von Leoben 1739. Das Herrenhaus des Koinergutes bei Möderbrugg war bis ins 20. Jahrhundert im Eigentum eines Zweiges der Geyer von Geyersegg.
Ein Angehöriger der Familie wanderte um die Wende des 16. und 17. Jahrhunderts nach Schweden aus, war dort im Bergwesen tätig und wurde der Stammvater des großen schwedischen Geschichtsschreibers Erik Gustaf Geijer, (* 1783 Ransäter in Värmland; † 1847 in Stockholm).

## Wappen
Stammwappen (nach Siegeln):
Im Schild auf einem Dreiberg eine Schnecke, darauf ein auffliegender Geier. Geschlossener Helm mit Wulst; Helmzier: die Schildfigur.
Wappen von 1623:
Gevierter Schild, 1 und 4 in Rot ein silbernes Einhorn, 2 und 3 in Gold auf grünem Dreiberge ein Schneckenhaus mit hervorkriechendem Tier, darauf ein natürlich gefärbter Geier auffliegend. Offener gekrönter Helm. Kleinod: der Geier mit der Schnecke am Dreiberg. Decken: rechts schwarz-golden, links rot-silbern.